# Jules Cels
Pour les articles homonymes, voir Cels.
Jules Cels (ou Cels-Couybes), né le 18 novembre 1865 à Figeac (Lot) et décédé le 24 octobre 1938 à Paris, est ministre, maire d'Agen (Lot-et-Garonne), conseiller général puis président du Conseil général du Lot-et-Garonne et député sous la Troisième République.

## Biographie
Le 18 novembre 1865, nait, Jules fils de Marie  et de père inconnu. Âgé de sept ans, Jules rejoint son beau-père Joseph Couybes à Agen. Grâce au système scolaire républicain, Cels intègre la première école laïque qui vient d’ouvrir. À douze ans, après avoir obtenu son certificat d’études, il fait son entrée au lycée historique, remplacé plus tard par le lycée Bernard Palissy. La situation financière de sa famille l’oblige à s'absenter de cette école pour assister ses parents. Dès lors, il s'imposa  pendant des années une discipline et un travail inhabituel pour un enfant de son âge, le soir, après ses taches journalières, il continue à se cultiver. Quatre ans plus tard, en 1881, il passe avec succès un concours dans l'administration des Ponts et Chaussées.  L'ingénieur  en chef lui prodigua gracieusement des leçons particulières, pour préparer le baccalauréat ès sciences, qu'il obtint en 1883 à l'âge de 18 ans. Le Maire  d'Agen l'envoie  comme boursier au lycée de Bordeaux, en mathématiques spéciales. L'objectif était de lui permettre de se préparer au concours d'entrée à l'École Polytechnique ou à l'École Normale. Deux ans plus tard, il est reçu à la fois à l'École Polytechnique et à l’École Normale supérieure. Il opte pour la rue d'Ulm. En 1889, il en sort brillamment avec une moisson de diplômes. Non satisfait, dépose une demande de bourse en doctorat que lui octroie la ville de Paris et deux ans plus tard, en 1891, âgé de vingt-cinq ans, il est reçu à la Sorbonne, docteur ès sciences, avec toutes boules blanches et félicitations du jury. Au même moment, il publie un mémoire de mathématiques dans lequel il poursuit les travaux du célèbre Lagrange sur les équations différentielles linéaires ordinaires     
Jules Cels entre à l'École normale supérieure en 1886 et soutient une thèse de mathématiques le 29 octobre 1891 Sur les équations différentielles linéaires ordinaires.
Membre de la loge d’Agen au Grand Orient de France, Docteur ès sciences, Professeur honoraire au Lycée Louis le Grand. Jules Cels cumule plusieurs mandats en Lot-et-Garonne. Maire d’Agen de 1919 à 1922, conseiller général de Port-Sainte-Marie de 1910 à 1922, Président du Conseil Général de 1918-1921, député de 1910 à 1932, il participe également à différents portefeuilles ministériels dans le gouvernement Georges Clemenceau (2) : secrétaire d’État à la Marine, chargé de la Guerre sous-marine jusqu’à la victoire de 1918, puis sous-secrétaire d’État aux Transports et aux Travaux Publics, chargé de l'énergie hydro-électrique et de la reconstruction des zones dévastées. Président de la Ligue Générale des eaux, une organisation influente dans le domaine de la gestion de l'eau et de l'énergie hydroélectrique en France. Il dirige des bureaux à Bordeaux, Lille, Grenoble, Lyon et Paris. Membre  de droit et à vie du comité consultatif de l'exploitation technique et commerciale des chemins de fer. Membre de l'Académie Diplomatique internationale. Président de la société mutualiste l'Avenir du Prolétariat.  À partir de 1920, il est en outre vice-président de l’Alliance démocratique, un mouvement de centre droit.[réf. nécessaire]